# Copa Venezuela 2000
La Copa Bolivariana de 2000, ahora llamada (Copa Venezuela), es una competición organizada por la Federación Venezolana de Fútbol (FVF).
NOTA: Los 10 mejores equipos de ambos grupos en conjunto (basándose en la puntuación promedio de las Temporadas 1999/00 y 2000/01) clasificaron para el Torneo Nacional 2001.

## Equipos participantes
Los equipos fueron divididos en dos grupos, Occidental y Oriental.
| Grupo Occidental - Atlético El Vigía FC - Deportivo Táchira FC - Deportivo Trujillanos - Estudiantes FC - Nacional Táchira - Portuguesa FC - ULA FC - Zulianos FC |  | Grupo Oriental - Atlético Monagas - Carabobo FC - Caracas FC - Deportivo Galicia - Deportivo Italchacao - Llaneros de Guanare FC - Mineros de Guayana - UD Lara |

## Clasificación
Los primeros de cada grupo disputarán la final a partido de ida y vuelta.

### Occidental
|   | Equipo                | PTS | J  | G | E | P | GF | GC | DG  |
| - | --------------------- | --- | -- | - | - | - | -- | -- | --- |
| 1 | Deportivo Táchira FC  | 26  | 14 | 8 | 2 | 4 | 16 | 6  | +10 |
| 2 | ULA FC                | 24  | 14 | 7 | 3 | 4 | 23 | 14 | +9  |
| 3 | Deportivo Trujillanos | 23  | 14 | 6 | 5 | 3 | 14 | 11 | +3  |
| 4 | Estudiantes FC        | 22  | 14 | 6 | 4 | 4 | 25 | 15 | +10 |
| 5 | Nacional Táchira      | 19  | 14 | 5 | 4 | 5 | 18 | 19 | -1  |
| 6 | Atlético El Vigía FC  | 17  | 14 | 5 | 2 | 7 | 13 | 18 | -6  |
| 7 | Portuguesa FC         | 14  | 14 | 3 | 5 | 6 | 13 | 21 | -8  |
| 8 | Zulianos FC           | 9   | 14 | 2 | 3 | 9 | 12 | 30 | -18 |

Leyenda: PTS (Puntos), J (Juegos), G (Ganados), E (Empatados), P (Perdidos), GF (Goles a Favor), GC (Goles en Contra), DG (Diferencia de Goles).

### Oriental
|   | Equipo                 | PTS | J  | G | E | P  | GF | GC | DG  |
| - | ---------------------- | --- | -- | - | - | -- | -- | -- | --- |
| 1 | Caracas FC             | 27  | 14 | 7 | 6 | 1  | 30 | 15 | +15 |
| 2 | Deportivo Italchacao   | 25  | 14 | 7 | 4 | 3  | 13 | 8  | +5  |
| 3 | Carabobo FC            | 24  | 14 | 6 | 6 | 2  | 22 | 10 | +12 |
| 4 | Mineros de Guayana     | 20  | 14 | 5 | 5 | 4  | 28 | 14 | +14 |
| 5 | Deportivo Galicia      | 20  | 14 | 5 | 5 | 4  | 28 | 22 | +6  |
| 6 | Atlético Monagas       | 20  | 14 | 5 | 5 | 4  | 19 | 17 | +2  |
| 7 | Llaneros de Guanare FC | 9   | 14 | 2 | 3 | 9  | 18 | 40 | -22 |
| 8 | UD Lara                | 4   | 14 | 0 | 4 | 10 | 5  | 37 | -32 |

Leyenda: PTS (Puntos), J (Juegos), G (Ganados), E (Empatados), P (Perdidos), GF (Goles a Favor), GC (Goles en Contra), DG (Diferencia de Goles).

## Final
| 10 de diciembre de 2000 | Caracas FC             | 2-1 (0-1) | Deportivo Táchira FC |  |  |
|                         | González 51' Rojas 85' |           | Isea 37'             |  |  |

| 17 de diciembre de 2000                                           | Deportivo Táchira FC | 2-2 (1-0) | Caracas Táchira FC    | Polideportivo de Pueblo Nuevo, San Cristóbal |  |
|                                                                   | Rivadero 11', 52'    |           | Pereira 76' Rivas 89' |                                              |  |
| Caracas FC consigue su 4to título de la Copa Venezuela de Fútbol. |                      |           |                       |                                              |  |

Caracas FC

Campeón

## Resultados
Resultados "oficiales" de la Copa Venezuela 2000. Las filas corresponden a los juegos de local mientras que las columnas corresponden a los juegos de visitante de cada uno de los equipos. Los resultados en color azul corresponden a victoria del equipo local, rojo a victoria visitante y amarillo a empate.

### Occidental
| 2000                  | D.Tch | D.Tru | N.Tch | ULA | Estu | Zuli | Port | A.Vig |
| Deportivo Táchira     |       | 2-0   | 1-1   | 1-0 | 1-0  | 3-0  | 5-1  | 1-0   |
| Deportivo Trujillanos | 1-0   |       | 1-0   | 1-1 | 3-1  | 1-0  | 1-1  | 1-1   |
| Nacional Táchira      | 0-1   | 1-0   |       | 1-3 | 4-1  | 1-1  | 3-1  | 0-1   |
| ULA FC                | 1-0   | 2-0   | 2-2   |     | 1-3  | 0-1  | 3-0  | 1-0   |
| Estudiantes de Mérida | 0-0   | 0-0   | 4-0   | 1-1 |      | 3-0  | 1-1  | 2-0   |
| Zulianos FC           | 0-1   | 1-3   | 1-2   | 1-4 | 2-7  |      | 0-0  | 3-2   |
| Portuguesa FC         | 1-0   | 0-0   | 1-2   | 2-1 | 0-1  | 2-2  |      | 2-0   |
| Atlético El Vigía FC  | 1-0   | 1-2   | 1-1   | 1-3 | 2-1  | 1-0  | 2-1  |       |
|                       | D.Tch | D.Tru | N.Tch | ULA | Estu | Zuli | Port | A.Vig |

### Oriental
| 2000                   | D.Ita | CCS | Carb | D.Gal | A.Mon | Mine | Llan | U.Lar |
| Deportivo Italchacao   |       | 0-1 | 1-0  | 2-1   | 2-0   | 0-0  | 2-0  | 2-0   |
| Caracas FC             | 3-0   |     | 0-0  | 2-2   | 1-1   | 3-1  | 5-1  | 4-1   |
| Carabobo FC            | 0-0   | 1-1 |      | 1-0   | 1-1   | 3-0  | 7-2  | 3-0   |
| Deportivo Galicia      | 1-1   | 3-3 | 1-2  |       | 0-0   | 1-0  | 2-2  | 6-0   |
| Atlético Monagas       | 1-0   | 2-0 | 1-2  | 3-4   |       | 0-2  | 2-1  | 3-1   |
| Mineros de Guayana     | 0-0   | 2-4 | 1-1  | 5-1   | 0-0   |      | 6-1  | 10-0  |
| Llaneros de Guanare FC | 1-2   | 0-2 | 2-1  | 1-5   | 3-3   | 0-1  |      | 2-2   |
| UD Lara                | 0-1   | 1-1 | 0-0  | 0-1   | 0-2   | 0-0  | 0-2  |       |
|                        | D.Ita | CCS | Carb | D.Gal | A.Mon | Mine | Llan | U.Lar |

| Predecesor: 1997 | Copa Venezuela 2000 | Sucesor: 2007 |

- Datos: Q5787549